# Dengxiang
Dengxiang (kinesiska: 邓襄, 邓襄镇) är en köping i Kina. Den ligger i provinsen Henan, i den centrala delen av landet, omkring 140 kilometer söder om provinshuvudstaden Zhengzhou. Antalet invånare är 38 679. Befolkningen består av 18 846 kvinnor och 19 833 män. Barn under 15 år utgör 20,0 %, vuxna 15-64 år 69 %, och äldre över 65 år 9,0 %.
Genomsnittlig årsnederbörd är 984 millimeter. Den regnigaste månaden är augusti, med i genomsnitt 180 mm nederbörd, och den torraste är januari, med 10 mm nederbörd.